# José Bonifácio (navio)
O José Bonifácio, ex-Itapema, foi um dos paquetes a vapor da classe Ita que fazia a navegação de cabotagem no Brasil, transportando passageiros e cargas na primeira metade do século XX. Foi construído na Inglaterra, em 1908, para a Companhia Nacional de Navegação Costeira, e batizado com o nome Itapema.
O Itapema ficou famoso, particularmente, por ter transportado, em 1924, do Rio de Janeiro para Florianópolis, o então governador de Santa Catarina Hercílio Luz, que vinha da Europa, aonde fora em busca de tratamento de um câncer no estômago: o governador faleceria 12 dias após seu desembarque na capital catarinense.
Em 1931, o Itapema foi incorporado à Marinha de Guerra brasileira, juntamente com os vapores Itajubá e Itaúba e, em 2 de Dezembro de 1932, foi rebatizado como José Bonifácio sendo classificado, nos anos seguintes, como Navio Hidrográfico e Navio Auxiliar NAux José Bonifácio.
Em 12 de setembro de 1936, ele tentou desencalhar das pedras Cabeça de Negro, sem sucesso, o NAux Calheiros da Graça, que havia ultrapassado a marcação de segurança do Farol dos Reis Magos, em Natal. Ainda em 1936, ele ajudou o NAux Vital de Oliveira a livrar-se de um encalhamento na entrada do Porto de Tamandaré, em Pernambuco.
O José Bonifácio realizou diversas comissões de apoio aos faróis e balizamento ao longo da costa brasileira, bem assim o transporte de efetivos da Marinha e de materiais diversos. Sua última viagem foi em 13 de junho de 1963, para a cidade de Santos, onde esteve participando das comemorações do bicentenário do nascimento do Patriarca da Independência José Bonifácio de Andrada e Silva.

## Datas
| Lançamento                       | 1908                  |
| Incorporação à Marinha do Brasil | 29 de Outubro de 1931 |
| Rebatizado como José Bonifácio   | 2 de Dezembro de 1932 |

## Características
| Tonelagem   | 1.707 ton                                                                    |
| Comprimento | 81 m                                                                         |
| Boca        | 12 m                                                                         |
| Calado      | 4,6 m                                                                        |
| Propulsão   | vapor, com dois motores de tripla expansão de 540 hp aclopado a dois hélices |
| Combustível | carvão                                                                       |
| Velocidade  | máxima de 9 nós                                                              |
| Equipamento | paus de carga nos mastros, próximos aos três porões                          |
| Armamento   | 2 canhões L/40 de 47 mm                                                      |